# Maciço

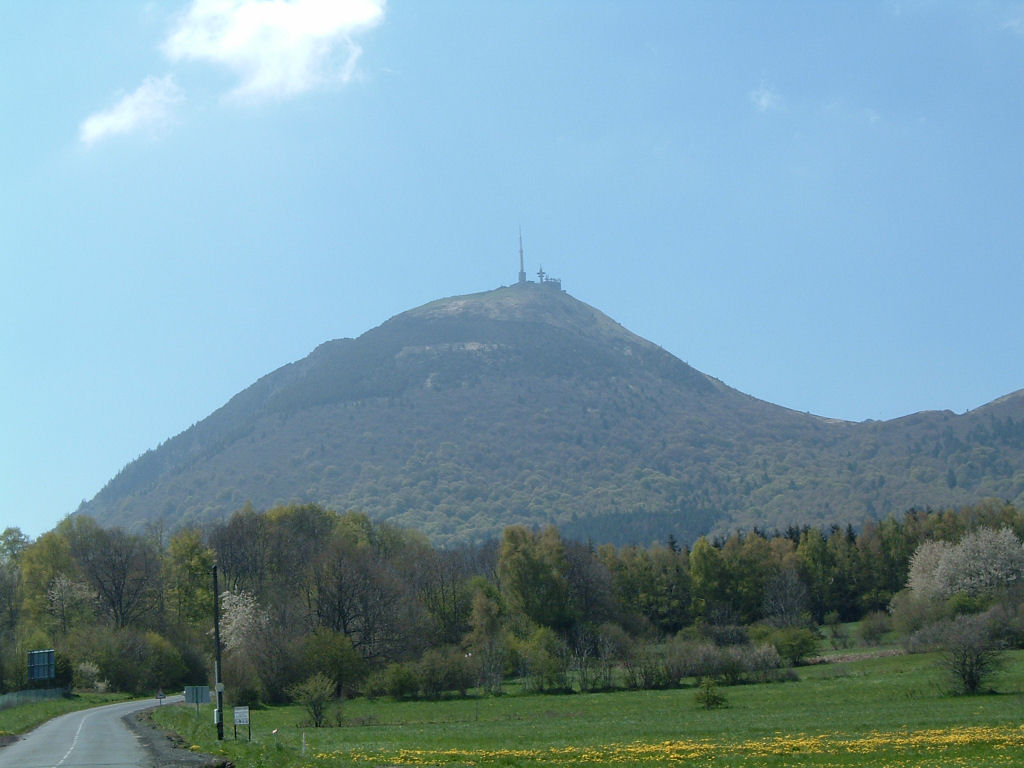
Maciço do Puy de Dôme

Um maciço é simplesmente uma massa montanhosa principal, por exemplo, uma porção compacta de uma cordilheira, contendo um ou mais cumes. Na literatura de montanhismo, um maciço é frequentemente usado para denotar a massa principal de uma montanha individual.
Como um termo puramente científico em geologia, no entanto, um "maciço" é definido separadamente e mais especificamente como uma seção da crosta de um planeta que é demarcada por falhas ou flexuras. No movimento da crosta, um maciço tende a reter sua estrutura interna enquanto é deslocado como um todo. Um maciço é uma unidade estrutural menor do que uma placa tectônica, e é considerado a quarta maior força motriz em geomorfologia.
A palavra "maciço" é tirada do francês (no qual a palavra também significa "enorme"), onde é usada para se referir a uma grande massa montanhosa ou grupo compacto de montanhas conectadas formando uma porção independente de uma cordilheira. O Rosto em Marte é um exemplo de maciço extraterrestre. Maciços também podem se formar debaixo d'água, como acontece com o Maciço da Atlântida.

## Exemplos de maciços

### África
- Adrar dos Ifogas — Mali
- Maciço de Hoggar — Argélia

### América
- Vegetação do Maciço de Baturité, em PalmáciaMaciço de Baturité — Ceará, Brasil
- Maciço de Brasilia — Argentina

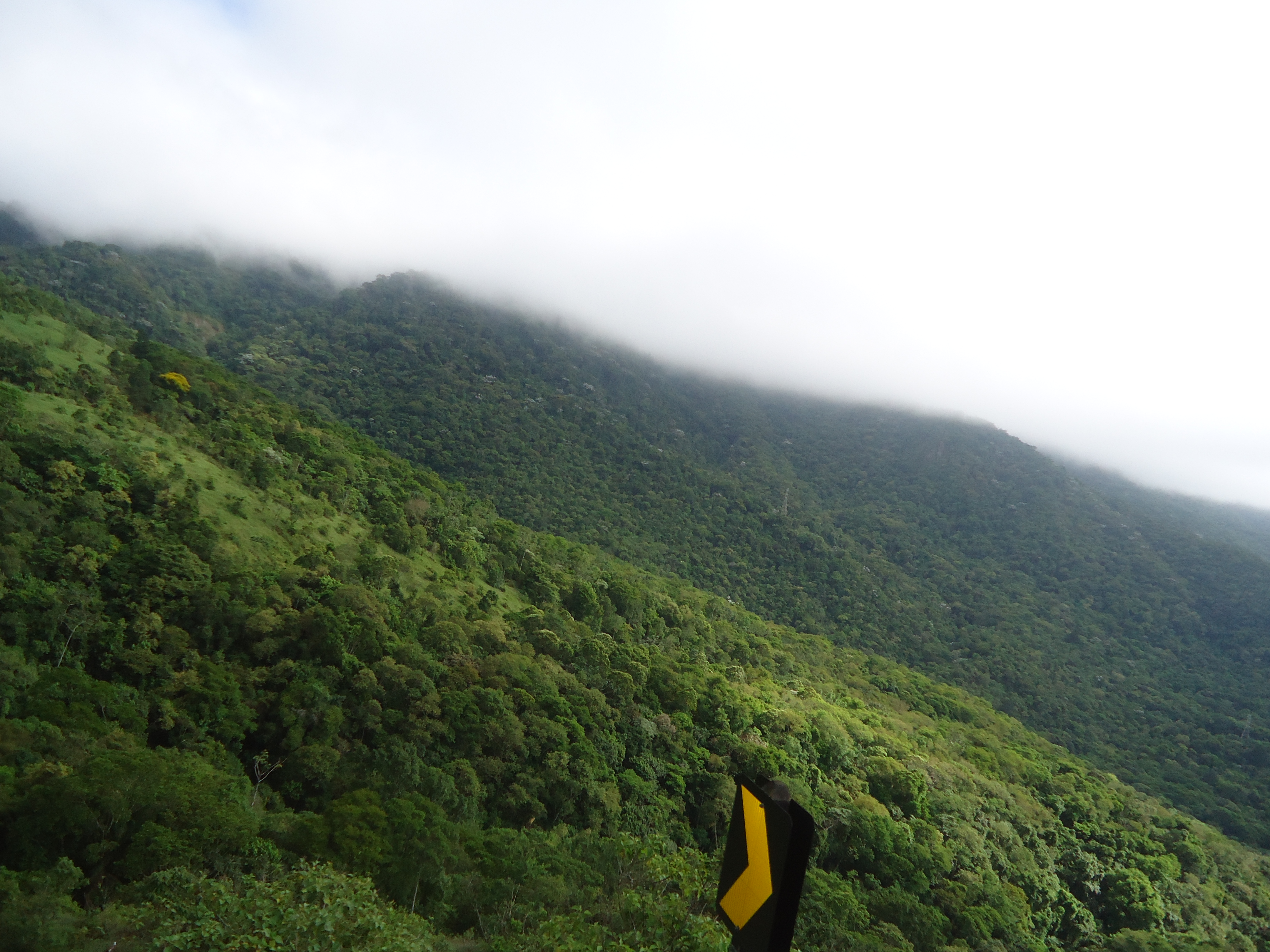
Vegetação do Maciço de Baturité, em Palmácia

- Maciço da Serra das Mãos — Alagoas, Brasil
- Maciço Carioca — Rio de Janeiro, Brasil
- Maciço de Goiás — Brasil
- Maciço da Tijuca — Rio de Janeiro, Brasil
- Maciço do Urucum — Mato Grosso do Sul, Brasil
- Maciço de Itatiaia — Minas Gerais / Rio de Janeiro, Brasil
- Maciço Laurentian — Quebec, Canadá
- Maciço Logan — Yukon, Canadá

### Ásia
- Maciço de Annapurna — Nepal
- Cume Kugitangtau — Turcomenistão
- Maciço Panchchuli — Índia
- Maciço Kondyor — Krai de Khabarovsk, Sibéria, Rússia

### Europa
- Maciço do Monte Branco — França
- Maciço Armoricano — França
- Maciço Chartreuse — França
- Maciço do Taillefer — França
- Maciço Central — França
- Maciço do Pollino — Itália
- Maciço Montgris — Espanha
- Maciço Calcário Estremenho — Portugal
- Maciço Vitosha — Bulgária

### Antártida
- Maciço Vinson — Antártida

### Submarinos
- Maciço Atlantis — parte da dorsal meso-atlântica, no Oceano Atlântico norte